# Dystomorphus sichuanensis
Dystomorphus sichuanensis är en skalbaggsart som beskrevs av Yu 1994. Dystomorphus sichuanensis ingår i släktet Dystomorphus och familjen långhorningar. Inga underarter finns listade i Catalogue of Life.